# Aphrahat
Aphrahat of Latijn: Aphraates (Syrisch: ܐܦܪܗܛ Ap̄rahaṭ, Grieks: Ἀφραάτης) (circa 270- circa 345) was een vierde-eeuws Syrisch schrijver uit Perzië die een 23-delige serie homilieën over de christelijke leer uitgaf. Hij was een asceet en hield vast aan het celibaat. Hij was misschien een bisschop en wordt soms als abt van de Mar Mattai Abdij, bij Mosoel, genoemd.
Verder was hij een tijdgenoot van Efrem de Syriër die invloedrijk was in het Romeinse christendom. Aphrahat wordt de Perzische wijze (hakkima pharsaya) genoemd vanwege zijn invloed in het Oosters christendom buiten het Romeinse Rijk. Men weet zijn naam uit latere bronnen zoals Bar Bahlul (10e eeuw), Elias van Nisibis (11e eeuw), Bar-Hebraeus en andere.

## DeDemonstrationes
De werken van Aprahat zijn bekend onder de verzamelnaam Demonstrationes of ook wel homilies. Er zijn 23 demonstrationes elk handelend over een ander geloofsonderwerp. Elk boek van de demonstrationes begint met een opeenvolgende letter van het Syrisch alfabet.

## Vertalingen
De demonstrationes werden oorspronkelijk in het Syrisch uitgegeven. De Armeense versie werd in 1756 gepubliceerd door Antonelli. Er bestaan vertalingen in het Arabisch, Georgisch en Ge'ez.